# Dan Anghelescu
Dan Anghelescu, né le 24 octobre 1958 à Bucarest (Roumanie), est un entraîneur roumain de football.

## Palmarès
- MC Ouargla
  - Vainqueur de la Coupe d'Algérie en 2000.

- ASFA Yennenga
  - Champion du Burkina Faso en 2006.

- US Chaouia
  - Montées en 2e Division en 2013.

- JSM Chéraga
  - Demi-finaliste de la Coupe d'Algérie en 2014.